# Вишневська Зоя Всеволодівна
Зоя Всеволодівна Вишне́вська (нар. 26 липня 1918, Верхньодніпровськ — пом. 22 травня 1976, Київ) — українська радянська майстриня художнього ткацтва; членкиня Спілки художників України.

## Біографія
Народилася 26 липня 1918 року в місті Верхньодніпровську (тепер Дніпропетровська область, Україна). 1941 року закінчила Московський текстильний інститут (викладачі — Павло Пашков, Олексій Федоров-Давидов, Людмила Маяковська, Олександр Купрін).
З 1941 року працювала на Кержацькому та Єреванському, протягом 1951–1962 років — Київському шовкових комбінатах. Протягом 1962–1976 років — художниця текстилю у Київського зонального науково-дослідного інституту експериментального проєктування (кераміко-текстильна лабораторія). Жила в Києві, в будинку на вулиці Верхній Вал № 52, квартира 2. Померла в Києві 22 травня 1976 року.

## Творчість
Працювала в галузі декоративного мистецтва (промисловий текстиль). Серед робіт:
- декоративні тканини «Голуб» (1960); «Коники» (1963); «Маки» (1965);
- платтяна тканина «Українська ніч» (1964), «Троянда» (1965);
- декоративні тканини для книжкових обкладинок (1968).

За ескізами майстрині виконані також завіси для будинків культури і клубів, дитячих установ. 
Брала участь у республіканських виставках з 1957 року, всесоюзних з 1961 року, зарубіжних з 1958 року. 
Твори зберігаються в Музеї українського народного декоративного мистецтва.